# Bunde (Limburg)
Bunde (Limburgs: Bung) is een dorp, dat deel uitmaakt van de Nederlands-Limburgse gemeente Meerssen. Samen met het dorp Meerssen vormt het een dichtbevolkte omgeving ten noorden van Maastricht. De autosnelweg A2 vormt de fysieke scheiding tussen deze twee kernen.
Bunde telt per 1 januari 2023 5.485 inwoners. Tot 1 januari 1982 was het een zelfstandige gemeente. De volledige gemeente ging toen, tezamen met de vroegere gemeenten Meerssen, Geulle en Ulestraten op in de nieuwe gemeente Meerssen.

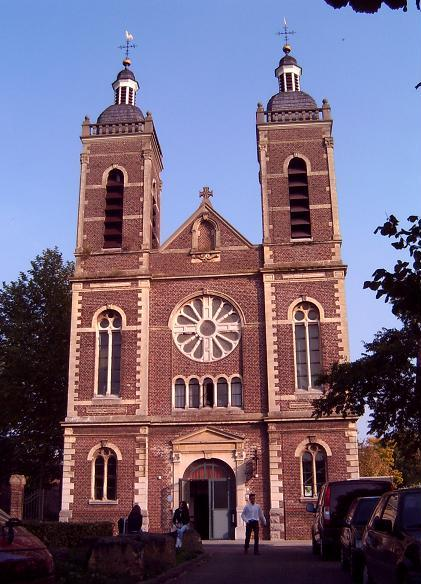
Oude Sint-Agneskerk te Bunde

## Geschiedenis
Bunde, dat zich ontwikkelde op de rechterflank van het Maasdal, werd voor het eerst vermeld in 1145. Bunde maakte deel uit van het Land van Valkenburg en in 1626 werd het een zelfstandige heerlijkheid. In 1865 werd de spoorlijn E van Maastricht naar Venlo geopend, en werd Bunde het eerste station ten noorden van Maastricht. In 1934 werd het Julianakanaal geopend en vooral in de 2e helft van de 20e eeuw werden er woonwijken bijgebouwd, vooral ten zuiden van de oorspronkelijke kern (het Bunderveld). In 1962 werd het traject A2 tussen Maastricht en Beek opengesteld, en kreeg Bunde een oprit naar de A2 richting beek, en een afrit vanuit Beek naar Maastricht. Een op- en afrit richting Maastricht is er nooit gekomen. In 1982 fuseerde Bunde met Meerssen, Geulle en Ulestraten tot de fusiegemeente Meerssen.

## Geografie
Bunde ligt in de Maasvallei, op de rechteroever van het Julianakanaal. Het smalle gebied tussen het kanaal en de Maas is vrij uitgestrekt en landelijk; hier ligt o.a. de 6 woningen tellende buurtschap Voulwames, dat bekend is als het plaatsje waar de Geul in de Maas uitmondt. Het grotere gehucht Kasen ligt op het hoger gelegen heuvelplateau ten noorden van Bunde; hier wonen circa 300 mensen. De weg van Bunde naar Kasen is de Dennenberg, die begint bij de kleine overweg. De helling wordt ter plekke dichtbebost door het Bunderbos. Dit bos bestaat uit het Lage Bos, het Hoge Bos, het Armenbos en het strekt zich van zuid naar noord uit over een lengte van meer dan 5 kilometer. Het Bunderbos is door middel van de ecoducten Bunderbosch en Kalverbosch verbonden met het Kalverbosch.

## Bezienswaardigheden
- De huidige Sint-Agneskerk werd tussen 1959 en 1960 gebouwd naar ontwerp van de architecten Fanchamps en Van der Pluym.
- De oude Sint-Agneskerk (de Auw Kèrk) werd na de bouw van de nieuwe kerk onttrokken aan de eredienst, waarna verval intrad. Het gebouw werd in de jaren '80 van de 20e eeuw gerestaureerd en doet sindsdien dienst als zalencentrum.
- Voormalig klooster Huize Overbunde.
- Heilig Hartbeeld van omstreeks 1925.
- Piëtakapel van 1928, aan Meerstraat 3a. Gebouwd naar aanleiding van de genezing van een zieke dochter.
- Lourdesgrot in het kloosterpark Overbunde.
- De Heiligenberg, aan Höfkestraat 15, een herenhuis met ingangsomlijsting en schoorsteenmantels in Lodewijk XV-stijl (1744) en een poortje van 1777.
- Landgoed Rustenburg aan Geulstraat 47, voorheen no 8, gesloten hoeve van 1654 met poortvleugel van 1720 en omliggende landerijen. Omstreeks 1812 verbouwd onder architectuur van Mathias Soiron.
- Boerderij/buitengoed Ingenope, aan Klumpkestraat 6, einde 18e eeuw met neoclassicistische toegangspoort (1830). Het woonhuis werd in de 19e eeuw verbouwd door leden van de familie De Lenarts d'Ingenop. Het bevat een schouw in Lodewijk XVI-stijl die van elders afkomstig is.
- Brug over het Julianakanaal van 1934, rijksmonument.

Zie ook
- Lijst van rijksmonumenten in Bunde
- Lijst van gemeentelijke monumenten in Bunde
- Weert

## Foto's

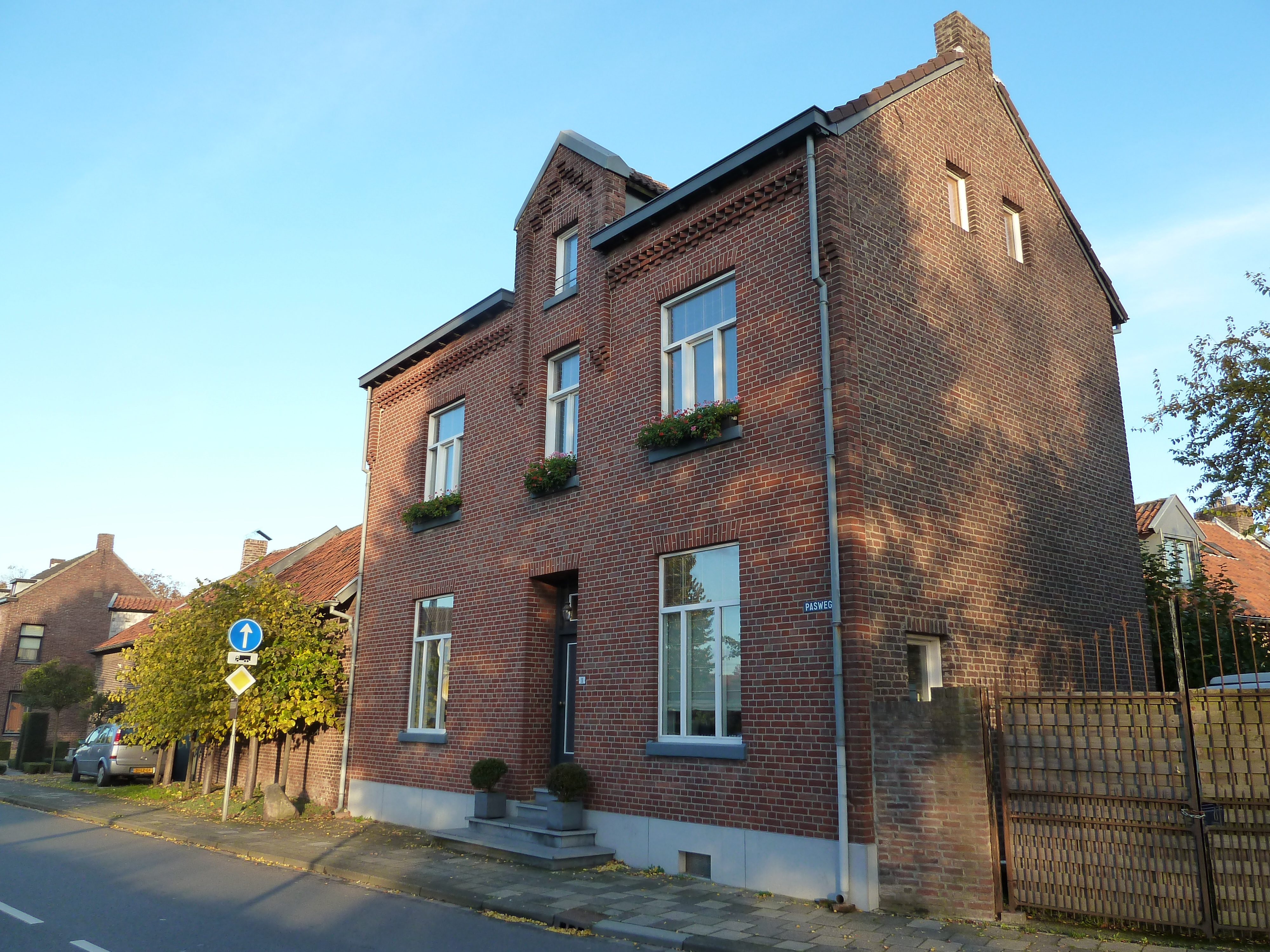
Hoeve aan de Pasweg
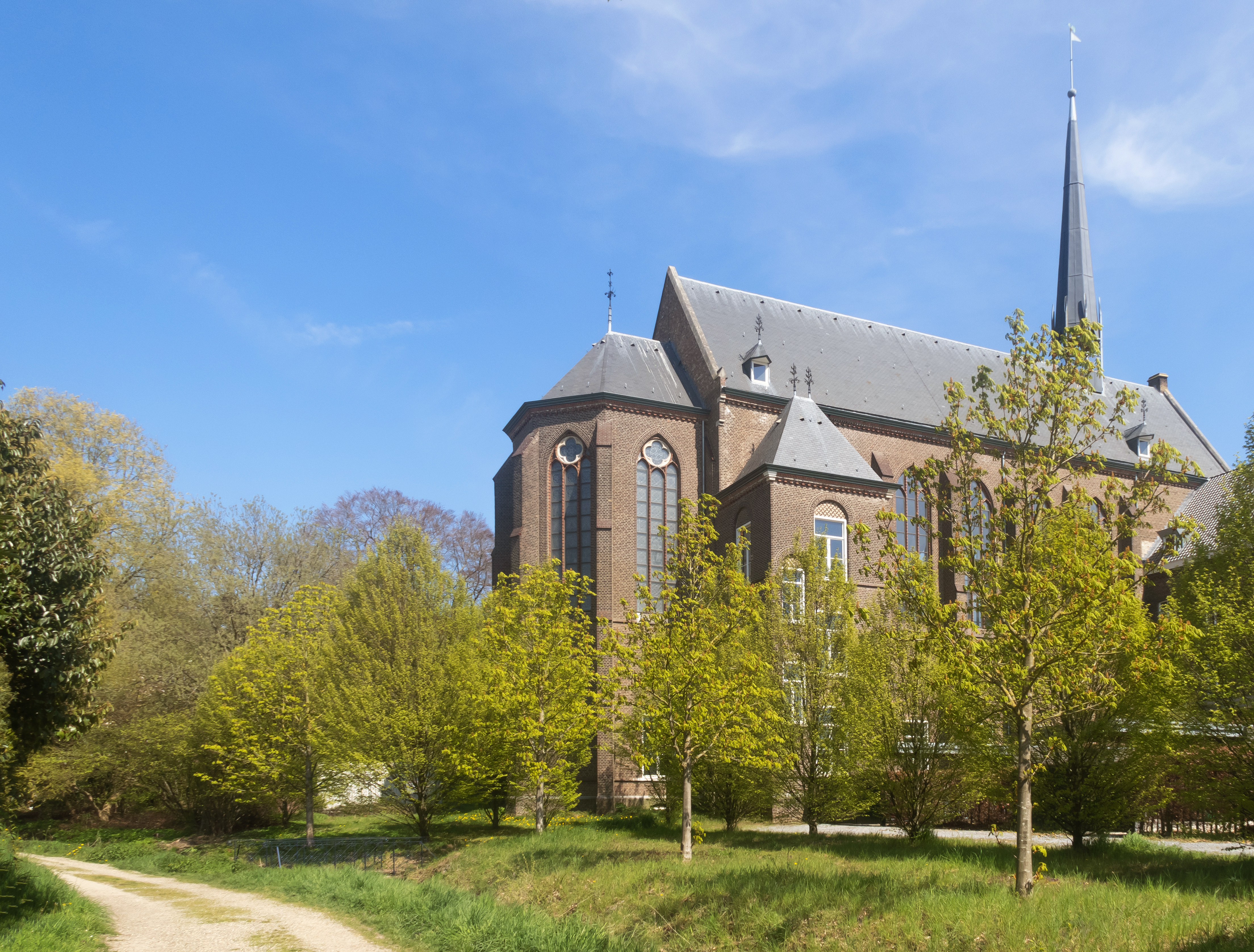
Huize Overbunde
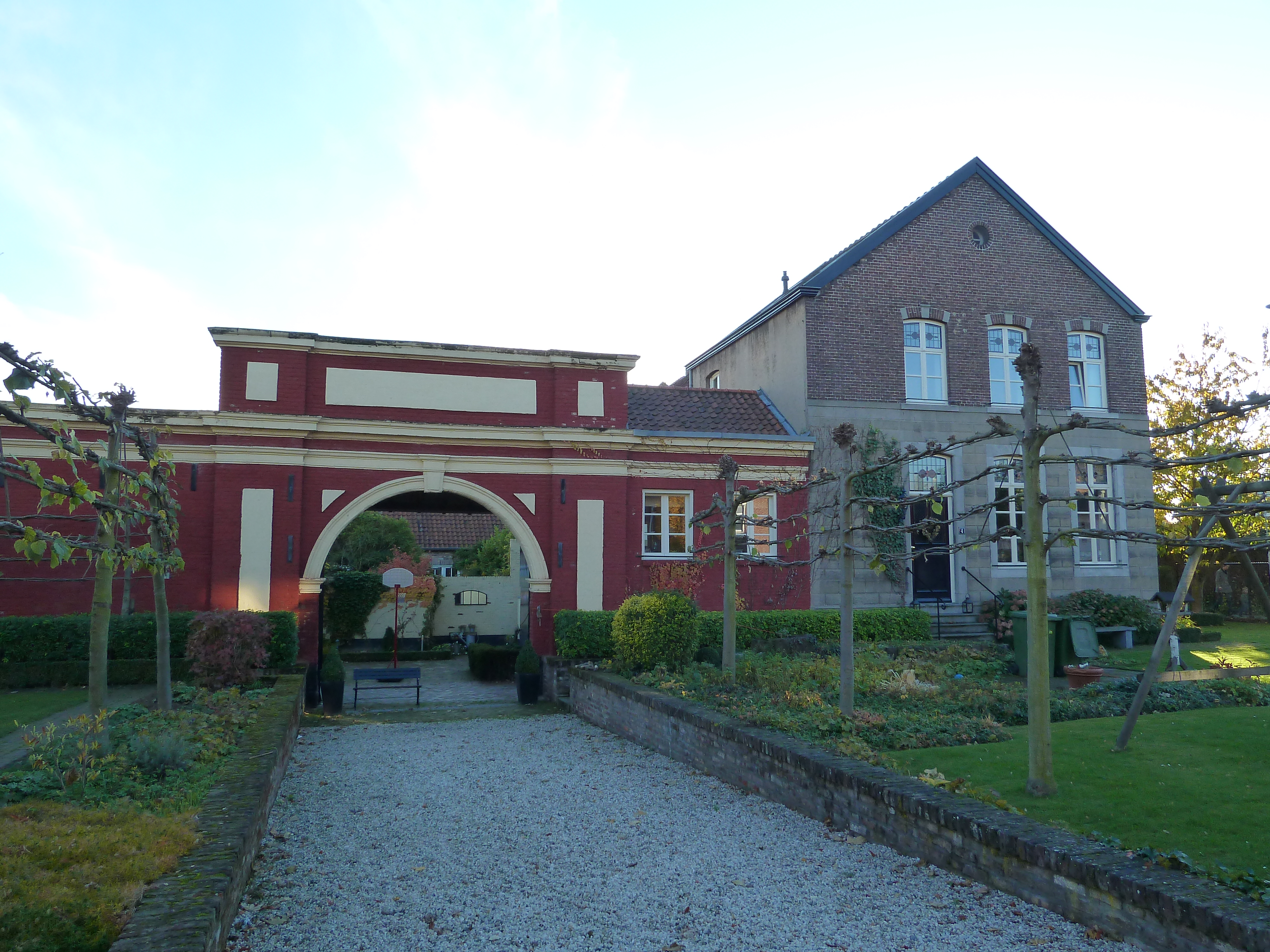
Inrijpoort Ingenope
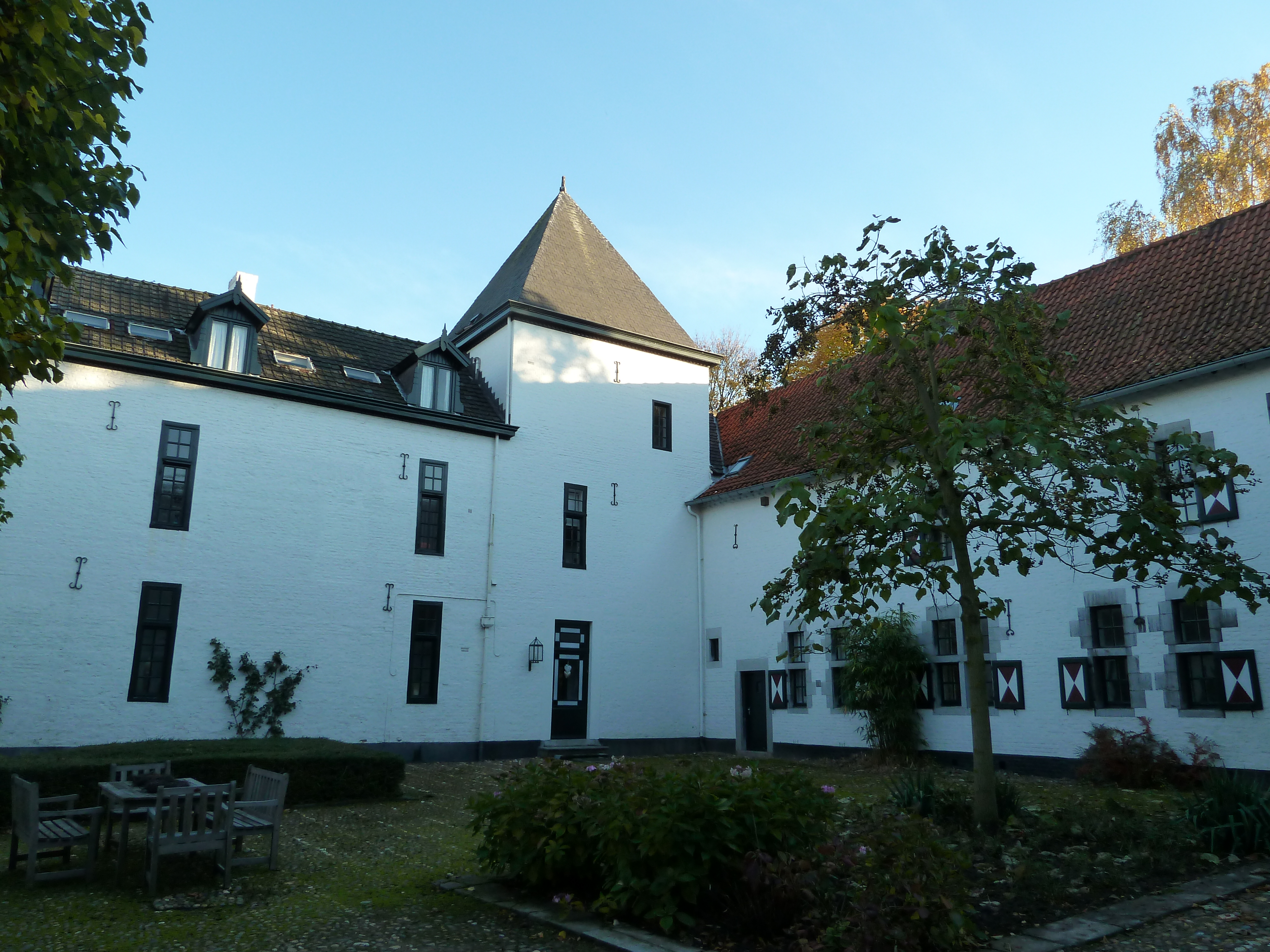
Rustenburg
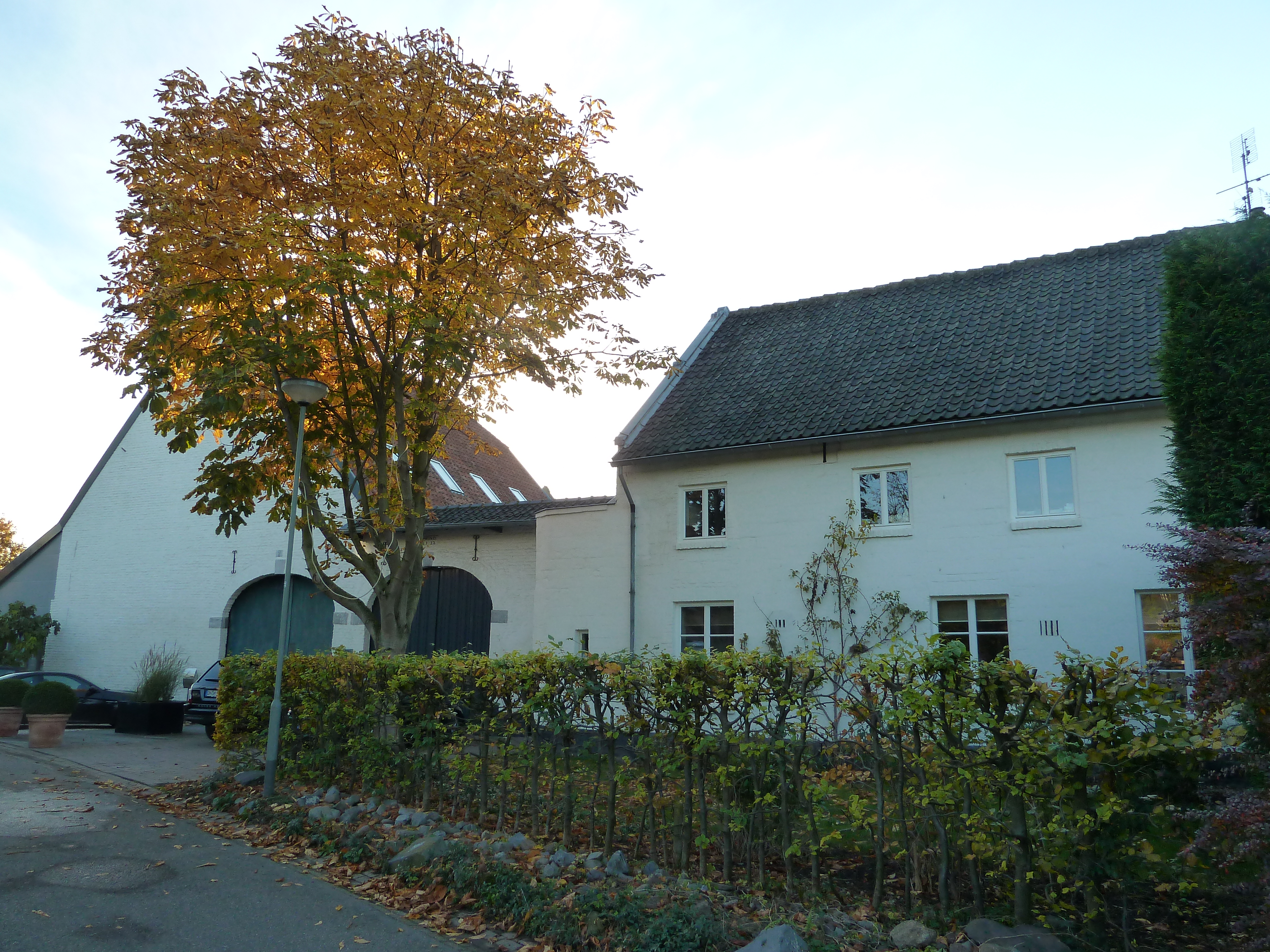
De Heiligenberg

## Geuloord
In navolging van "het Dorp" is in 1974 in Bunde de tweede woongemeenschap voor lichamelijk gehandicapten in Nederland, "Geuloord" gebouwd. Naast de wooneenheden in Geuloord zelf zijn er nu ook woningen buiten het terrein ervan. De bewoners van deze woningen ontvangen ondersteuning vanuit "Begeleid Zelfstandig Wonen". In 2010 is de nieuwbouw geopend en sindsdien heet de woongemeenschap "Aan de Pas".

## Geboren
- Jos Vranken (1870-1948), Nederlandse organist, koordirigent en componist
- Jef Lahaye (1932-1990), Nederlands wielrenner
- Jan Lambrichs (1915-1990), Nederlands wielrenner
- Godfried Pieters (1936), beeldhouwer
- Angela Brouwers (Angel-Eye) (1974), sing- en songwriter

## Kunstenaars
- Godfried Pieters, beeldhouwer
- Rob Stultiens[2], beeldhouwer, tekenaar
- Pauline van de Ven schrijfster, schilder
- Daan Wildschut schilder, glas-in-beton

## Nabijgelegen kernen
Meerssen, Limmel, Itteren, Geulle